# Право Індії
Правова система Індії
Цивілізація Індії відрізняється від християнської або ісламської цивілізації. Для мусульман і християн основним є принцип Святого Писання, згідно з яким усі люди рівні перед Богом, за «образом і подобою» якого вони створені. Індуїзм не знає цієї фундаментальної західної концепції. Для нього поняття «людина» — проста абстракція: є лише «люди», поділені з моменту народження на соціальні ієрархічні категорії, кожна з яких має свою систему прав і обов'язків, і навіть мораль.
Норми, які регулюють поведінку людей, викладено в книгах, що називаються «шастри». Існують шастри трьох видів, адже, відповідно до індуського світогляду, світ спирається на три основи, і поведінку людей можна визначити трьома рушійними силами: доброчинністю, зацікавленістю (або інтересом) і задоволенням. Деякі шастри навчають людей, як вони повинні поводитися аби бути угодними Богу, і ця наука називається «дхарма». Інші шастри містять рекомендації щодо спеціального мистецтва керувати і способів розбагатіти (артха — наука користі і політики). Шастри розвивають також і таку науку, як кама — про отримання задоволення.
Кожен повинен поводитися так, як це приписано відповідній соціальній касті, до якої він належить і яка наслідує свої звичаї. Збори касти (панчаят) вирішують у місцевому масштабі всі суперечки, спираючись на думку громади. Найсуворішим покаранням є відлучення від громади.
У дхармі правові норми сформульовано і згруповано інакше, ніж у західному або мусульманському праві. Релігійні і правові приписи не відокремлені одне від одного. Книга, більшою мірою присвячена праву, називається «віавахара». В ній викладено принципи правосуддя і процесу, а також 18 видів суперечок, які охоплюють приватне і кримінальне право.

## Сучасне право Індії
Індійське право склалося в період, коли країна перебувала під колоніальним управлінням Англії. Створення такого права було найкращим способом регулювання відносин між людьми, які належать до різних релігійних громад. Крім того, і мусульманське, й індуське право залишали поза сферою свого регулювання дуже важливі верстви населення Індії — національні меншини: християн, євреїв, парсів, а також осіб, належність яких до тієї чи іншої релігійної громади викликала сумнів. Територіальне право враховувало цю частину населення, що стала численною особливо з того часу, коли в 1833 році Індія стала відкритою для європейців і коли під впливом різних чинників бар'єри між різними релігійними громадами стали менш суворими. Нарешті, і мусульманське, й індуське право фактично мали величезні прогалини, хоча теоретично вони могли регулювати будь-які види відносин. Бурхливий розвиток Індії вимагав, щоб для регулювання нових відносин було створено територіальне право — загальне як для мусульман та індусів, так і для населення, що сповідує інші релігії.
У формуванні й розвитку національної правової системи помітну роль відіграють законодавчі акти, створені для Індії англійцями, які використовували досвід свого загального права. У колоніальний період були проведені роботи по систематизації законодавства, створені закони й кодекси, які в певному розумінні значно випередили право, що діяло в самій Англії. Створення права на світській основі було саме по собі прогресивним і абсолютно необхідним рішенням у країні, де діяло одночасно індуське й мусульманське право.
У 1947 році британський Парламент прийняв закон про незалежність Індії, яка одержала статус домініону. Відповідно до Вестмінстерського статуту 1931 року за домініонами визнавався державний суверенітет. Проте в 1950 році Індія відмовляється від статусу домініону і проголошує себе республікою, залишаючись при цьому в складі Співдружності, очолюваної Британською Короною.
Здобуття незалежності дало новий імпульс для розвитку індійського права. Рішучий крок у реформуванні правової системи країни було зроблено з прийняттям Конституції 1950 року, що проголосила світський характер держави. Конституція закріпила досить широкий перелік демократичних прав і свобод громадян, а також встановила їх гарантії, насамперед можливість звернення до Верховного суду в разі порушення конституційних прав і свобод.
Перетворення Індії на незалежну державу не означало відмови від укорінених правових концепцій і прийнятого в колоніальний період законодавства. У Конституції міститься підтвердження того, що створене раніше право продовжує діяти. Водночас Верховний суд країни визначив, що британські акти застосовуються, якщо вони не суперечать національному суверенітету. У 1960 році був прийнятий Закон про британські акти, призначені для застосування в Індії, яким були скасовані 258 британських статутів.
Протягом другої половини XX століття правова система Індії розвивалася, спираючись водночас на цінності традиційного індуського й адаптованого загального права, а також широко використовуючи позитивний досвід інших правових систем. При цьому вплив англійської правової культури залишається переважним.
Закон і судовий прецедент — головні джерела права сучасної Індії. Законодавство й рішення судів повинні відповідати Конституції. Контроль за конституційністю законів здійснює Верховний суд. Найважливішим джерелом індійського національного права є судовий прецедент. Конституція Індії (ст. 141) установила, що суди країни повинні діяти відповідно до прецеденту, створеного Верховним судом. Рішення Високого суду штату обов'язкові для всіх нижчих судів відповідного штату. Високий суд, на відміну від Верховного суду, зв'язаний власними рішеннями; тоді як рішення Високого суду одного штату необов'язкові для Високого суду другого.
Важливу роль у встановленні індійського права відіграв звичай, хоча нині його роль незначна — він поставлений у підлегле становище щодо писаного права. Норми звичаїв застосовуються судами в разі прямої вказівки на них закону або відсутності законодавчих положень з конкретного питання.
Після досягнення незалежності система індуського права, на відміну від мусульманського, зазнала значних змін, головним інструментом яких став закон. Прагнення до незалежності поставило на порядок денний плани кодификації індуського права. Уже після здобуття незалежності в 1947 році індійський уряд подав парламенту проект кодексу індуського права, у якому була зроблена спроба створити єдину законодавчу основу для сімейного і спадкового права. Цей проект зустрів рішучу протидію з боку консерваторів. Після бурхливих дебатів у парламенті й суспільстві індійський уряд був змушений відкликати його. Надалі цей проект став втілюватися в життя іншим шляхом. Найважливіші матеріали індуського права стали предметом численних законопроектів. Так, у 1955 році першим набрав чинності закон про шлюб індусів, який уніфікував сімейне право і привів його у відповідність із сучасністю, а в 1956 році були прийняті три нових закони — акт про неповнолітніх дітей та опіку, про спадкові права та закон про усиновлення й утримання. З набранням ними чинності велика частина індуського права була кодифікована. Таким чином, нині індійські судді й адвокати передусім керуються нормами нових законів і рішеннями судів, прийнятих на їх основі. Правові трактати індуського права вони можуть застосовувати в разі, якщо вони не суперечать законодавству, однак суди посилаються на них украй рідко.
На сьогодні індуське право безпосередньо використовується при розгляді таких питань, як: регламент особистого статусу, включаючи шлюб і розлучення, неповноліття й опікунство, споріднення, усиновлення, сімейна власність, аліментні зобов'язання, спадкування, релігійні інститути, спільна власність, елементи договірного права, кастове право й відлучення від релігії. Для застосування цього права були створені окремі суди панчаятів — суддів, які обираються населенням зі свого середовища й виконують обов'язки на громадських засадах. Суди панчаятів у всіх штатах є початковою інстанцією щодо цивільних справ. Однак їх компетенція значно обмежена — вони розглядають будь-які побутові суперечки між членами общини, сусідами (пошкодження рослин, худоби, начиння, усунення перешкод у користуванні майном, ріллі), майнові спори на суму не більше 1 тис. рупій, порядок користування спільним або громадським майном та деякі інші юридично прості спори, застосовуючи при цьому здебільшого норми традиційного права.
Мусульманська громада, що є другою за чисельністю релігійною спільнотою в Індії, використовує для регулювання внутрішньообщинних відносин мусульманське право, яким, зокрема, регулюються питання особистого статусу, спадкування й деякі інші. Існують лише два загальнонаціональних закони, що стосуються царини мусульманського права, прийняті ще в колоніальний період: Закон про застосування мусульманського особистого права 1937 року і Закон про розірвання мусульманського шлюбу 1939 року.